# Dunya & Desie
Dunya & Desie és una sèrie juvenil neerlandesa de Dana Nechushtan, escrita per Robert Alberdingk Thijm. La sèrie tracta sobre la vida i problemes de dues noies adolescents d'Amsterdam-Noord. Dunya El-Beneni (Maryam Hassouni) prové d'una família marroquins i experimenta un món en què les regles a casa són de vegades molt diferents a les del món exterior "holandès" de la seva millor amiga. Desie Koppenol (Eva van de Wijdeven) prové d'una família monoparental i viu amb la seva mare en una típica "llar de noies". És menys intel·ligent que Dunya, però té un gran cor. Totes dues lluiten amb diferents qüestions de la vida, però poden parlar-ho bé plegades.

## Format
De Dunya & Desie se n'han fet tres temporades en la NPS. Les dues primeres temporades se centren principalment en com les dues adolescents de diferents orígens veuen el món. A la tercera temporada, Dunya i Desie van a diferents col·legis (Dunya a HAVO i Desie a formació de perruqueria) i destaca sobretot la maduresa. La NTR, successora de NPS, ha emès novament Dunya & Desie des del 2010.
La sèrie ja ha obtingut diversos premis als Països Bzixos i a l'estranger, incloent el Gouden Beelden a la millor sèrie de drama, el Prix Jeunesse i el premi Ondas a la millor sèrie juvenil europea. El 2005, Dunya & Desie va ser nominada a un premi Emmy per segon any consecutiu.

## Repartiment
- Maryam Hassouni: Dunya
- Eva van de Wijdeven: Desie
- Christine van Stralen: Monique
- Theo Maassen: Jeff
- Rachida Iaallala: Kenza
- Aziz Chaoufi: Soufian
- Karim Mounir: Nabil

## Llista d'episodis
Temporada 1 (2002)
- 1-01: Geheimen In Noord
- 1-02: Project Petra
- 1-03: Chinese Muren
- 1-04: Trouwfoto's
- 1-05: De Nieuwe Zuster
- 1-06: Dood En De Jongen
- 1-07: Sweet Sixteen

Temporada 2 (2003)
- 2-08: Valentijn
- 2-09: Handlezen
- 2-10: Doornen en rozen
- 2-11: Blinde liefde
- 2-12: Boze oog
- 2-13: Marken - Marrakech

Temporada 3 (2004)
- 3-14: Scheiding links, scheiding rechts
- 3-15: Jongensdromen
- 3-16: Persoonlijke vragen
- 3-17: Bed- en badgasten
- 3-18: Geen ja en geen nee
- 3-19: Dunya en Desie Forever

## Exportació
Dunya & Desie s'ha venut a Alemanya, Suècia, Finlàndia i Noruega. Rússia i els països bàltics han mostrat interès per la sèrie.

## Pel·lícula
L'abril de 2008 es va estrenar la pel·lícula Dunya en Desie in Marokko. A la pel·lícula es recull la història quan les noies tenen divuit anys i estan ocupades amb les seves pròpies preguntes de la vida. Aquests són totalment diferents per a les dues.
Els papers principals són de nou per a Maryam Hassouni i Eva van de Wijdeven. Tygo Gernandt interpreta el nou amic de Desie després de trencar amb el seu cap.